# 青斯特
青斯特是德国梅克伦堡-前波美拉尼亚州的一个市镇。总面积50.37平方公里，总人口3129人，其中男性1511人，女性1618人（2011年12月31日），人口密度62人/平方公里。